# 城下 (掛川市)
城下（しろした）は、静岡県掛川市にある大字。

## 地理

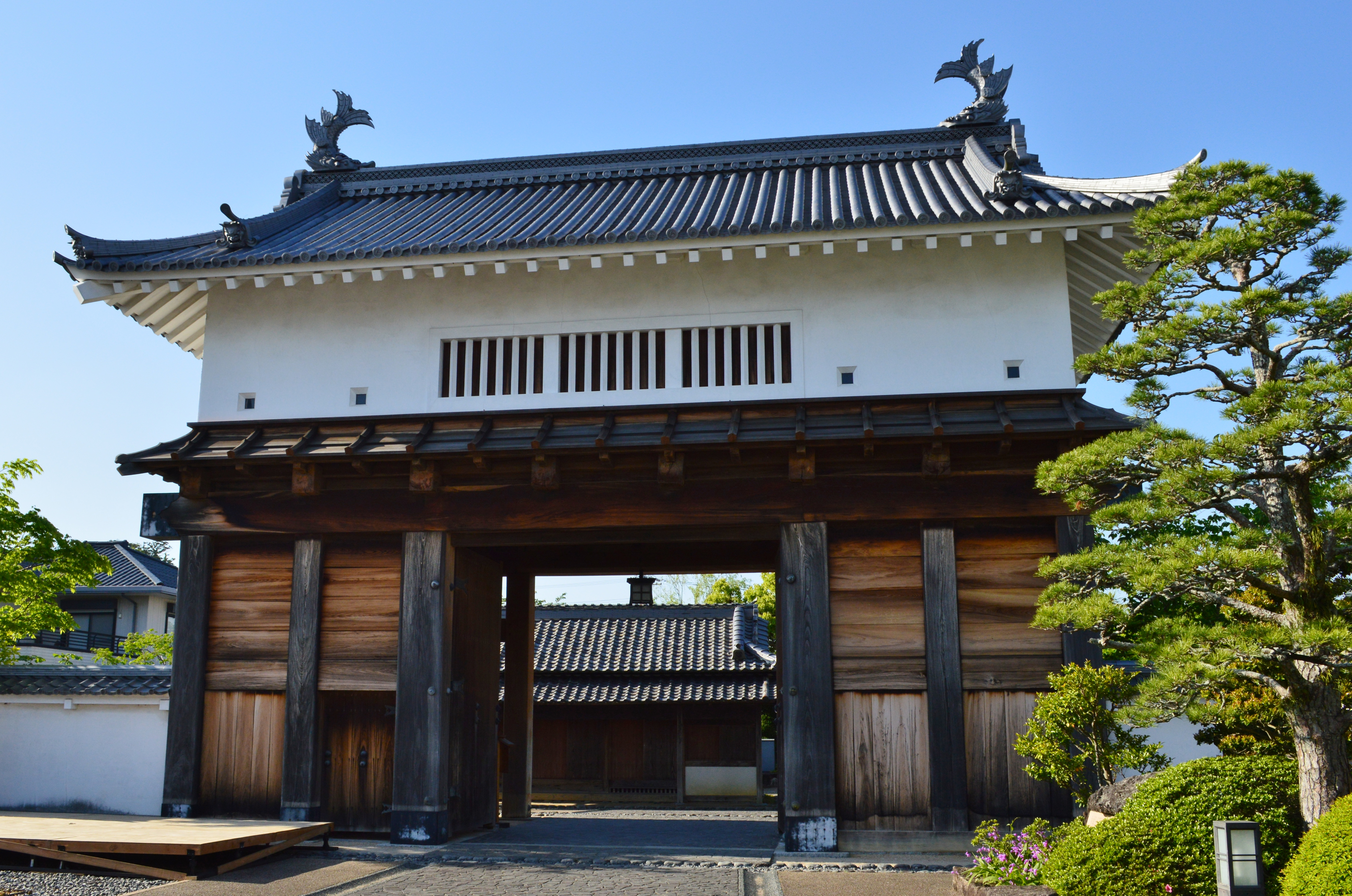
掛川城大手門（2018年4月29日撮影）

静岡県掛川市の北部に位置する。合併前の旧掛川市においては南部に位置していた。東から西に向かって細長い形状の大字である。全域が平地であり商店や住居などが多くみられる。西端は静岡県道254号掛川停車場線と接している。北端は逆川と接し、東端は神代地川と接している。
近隣には大字の名称と集落の名称とが一致しない地が散見されるが、城下においては大字としての住所表記は「城下」と記されるのに対し、集落としては城下の東側は他の大字とともに「町東部」を構成し、城下の西側は他の大字とともに「町西部」を構成している。
なお、大字としての城下に関する一帯には、掛川市の自治区である大手町区や緑町区が置かれている。おおむね城下の東側が大手町区にあたり、城下の西側が緑町区にあたる。大手町区は龍尾神社の氏子区域であり、掛川祭では手踊りとして1937年（昭和12年）から「喜撰」を披露しており、1949年（昭和24年）からは「かっぽれ」も披露していることで知られている。緑町区も龍尾神社の氏子区域であり、こちらも掛川祭にて手踊りを披露することで知られている。

### 河川
- 逆川
- 神代地川

## 歴史

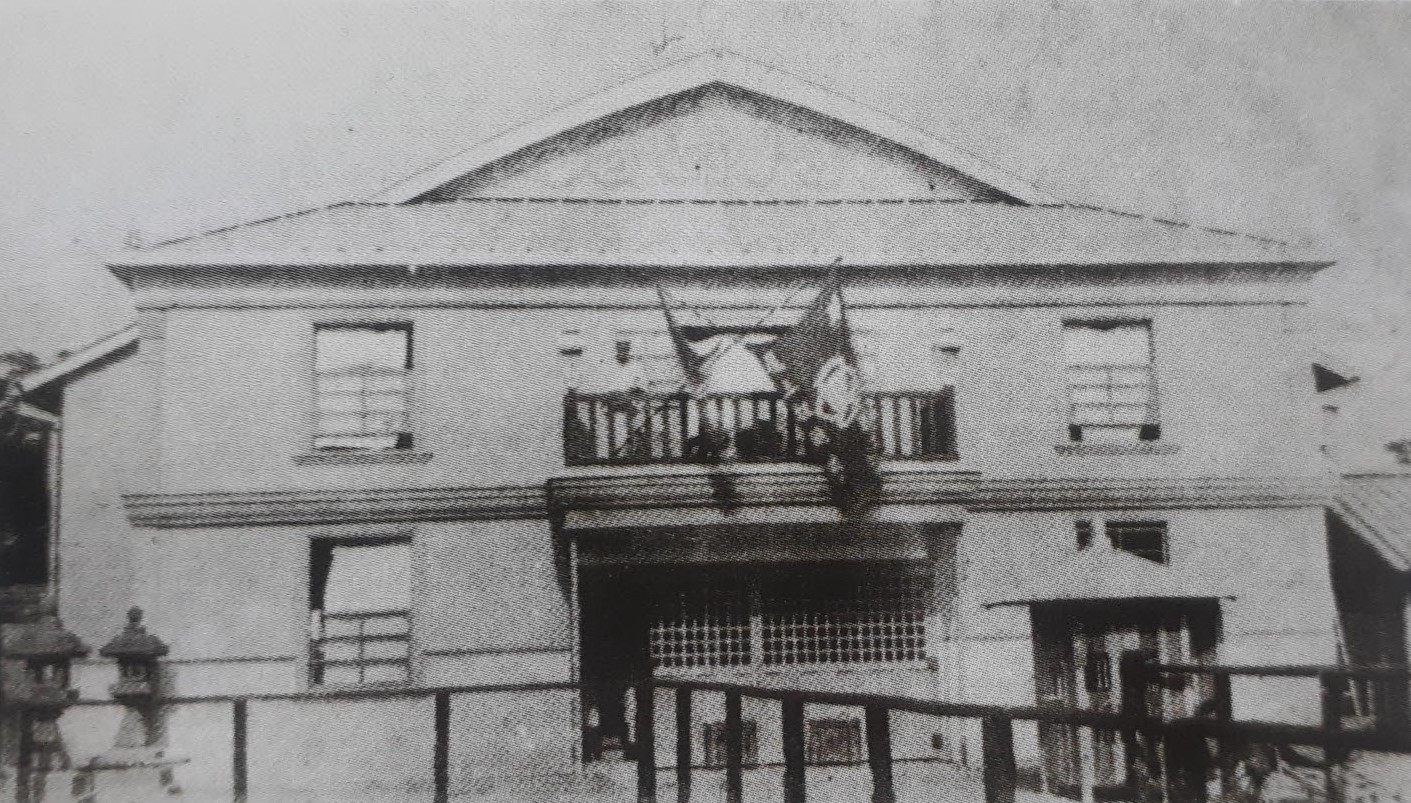
掛川座（1907年頃撮影）

大字として「城下」と呼ばれている地は、もともとは遠江国佐野郡掛川宿の一部であった。掛川宿は、山内氏領となったが、江戸時代に入ると掛川藩領となった。大字の「城下」に該当する地には、掛川城の大手門や大手門番所が設けられていた。しかし、1854年（嘉永7年）の安政東海地震や安政南海地震といった一連の地震により掛川宿は大きな被害を受け、大手門番所も倒壊したが、1859年（安政6年）に復元された。明治元年には駿府藩領となり、明治2年には静岡藩領となった。この掛川宿の一部が、のちの大字としての城下に該当する。
町村制が施行された1889年（明治22年）に掛川宿は下俣町、十九首町、仁藤村の大部分、大池村の一部、葛川村の一部と合併することになり、掛川町が発足した。その後の度重なる市町村合併を経て、この地は掛川市の一部となった。1995年（平成7年）には掛川城の大手門が復元された。さらに区画整理などが行われ、1999年（平成11年）に大字としての城下が設置された。

### 沿革
- 1871年 - 佐野郡が静岡県に移管。
- 1871年 - 佐野郡が浜松県に移管。
- 1876年 - 佐野郡が静岡県に移管。

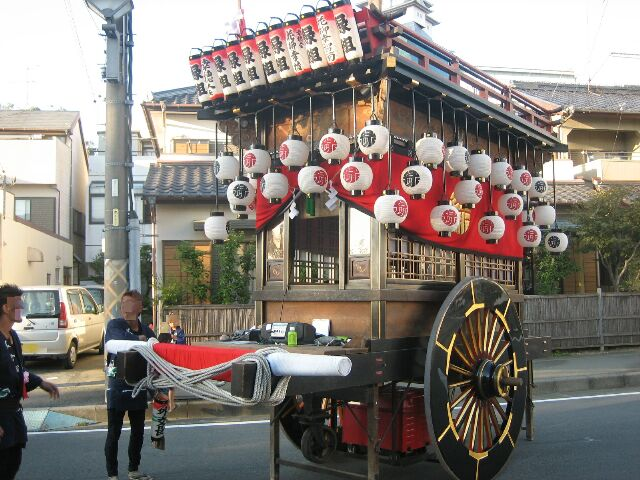
掛川祭での緑町区の山車（2006年撮影）

- 1889年 - 静岡県佐野郡掛川宿、下俣町、十九首町、仁藤村の大部分、大池村の一部、葛川村の一部が合併して掛川町を設置。
- 1896年 - 静岡県佐野郡、城東郡が合併して小笠郡を設置。
- 1954年 - 静岡県小笠郡掛川町が曽我村、東山口村を編入して掛川市を設置。
- 1999年 - 静岡県小笠郡掛川市の大字として城下を設置。

## 世帯数と人口
2024年（令和6年）3月末日現在の世帯数と人口は以下の通りである。
| 大字 | 世帯数 | 人口  |
| ---- | ------ | ----- |
| 城下 | 74世帯 | 164人 |

## 事業所
2021年（令和3年）現在の事業所数と従業員数は以下の通りである。
| 大字 | 事業所数 | 従業員数 |
| ---- | -------- | -------- |
| 城下 | 31事業所 | 203人    |

## 小・中学校の学区
公立小・中学校に通う場合、学区は以下の通りとなる。
| 自治区   | 小学校             | 中学校           |
| -------- | ------------------ | ---------------- |
| 緑町区   | 掛川市立第一小学校 | 掛川市立東中学校 |
| 大手町区 | 掛川市立第一小学校 | 掛川市立東中学校 |

## 交通

### バス
- 掛川バスサービス市街地循環線 - 大手門前停留所

### 道路
- 静岡県道254号掛川停車場線

## 施設

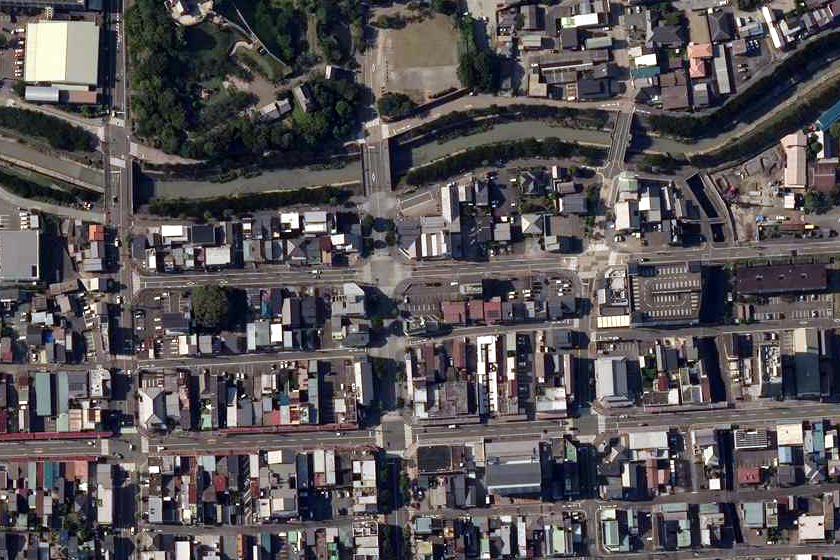
城下の航空写真（2020年6月16日撮影）

- 緑町区公会堂
- 掛川市消防団掛川分団[14]
- くすのき公園[15]
- 吉岡クリニック[16]
- 三光稲荷神社[17]
- 緑町水天宮[17]
- こだわりっぱ[18]

## 史跡

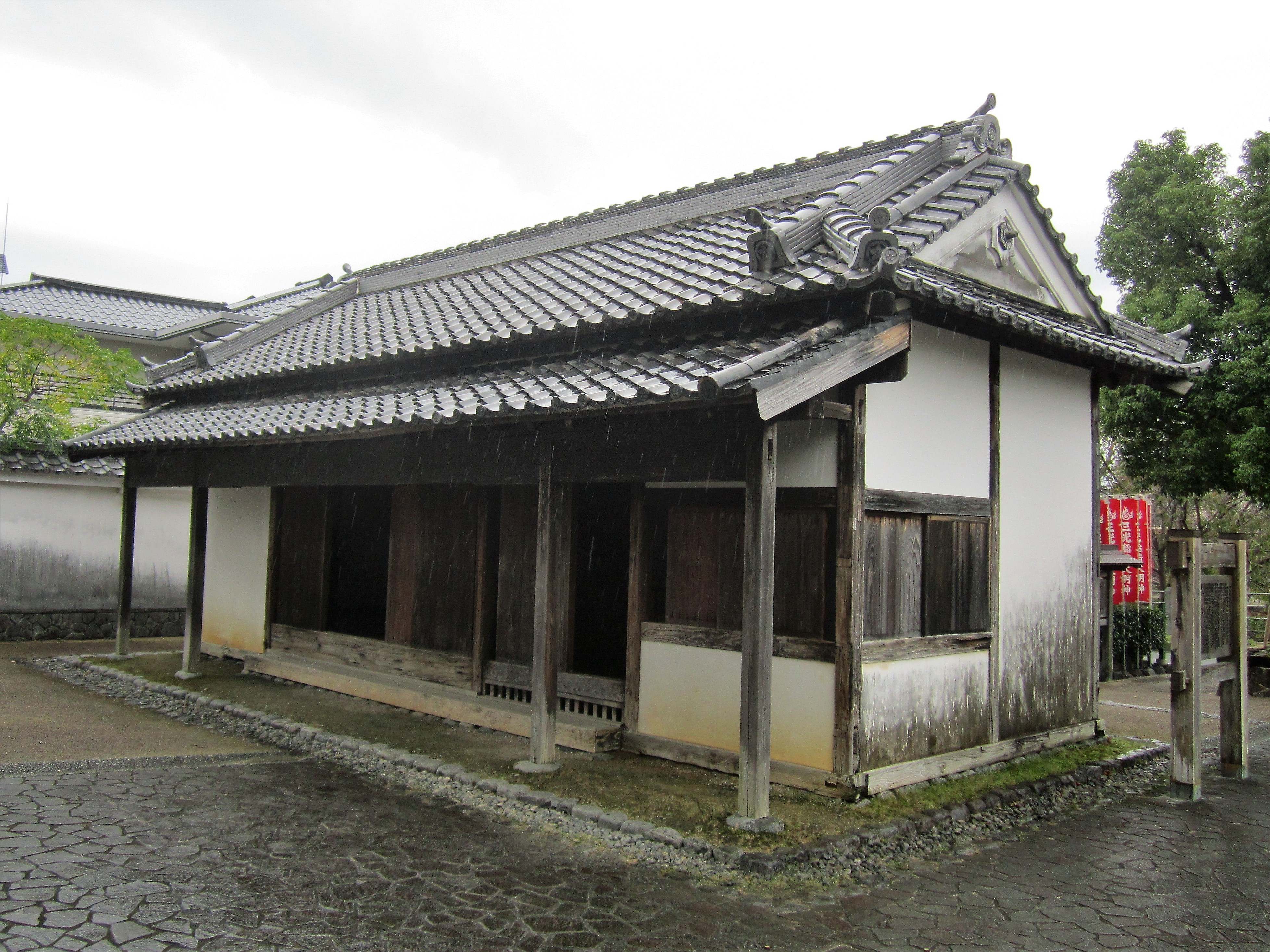
掛川城大手門番所（2019年10月21日撮影）

- 掛川城大手門[19]
- 掛川城大手門番所[19]

## その他

### 郵便
- 郵便番号：436-0091[2]（集配局：掛川郵便局）

### 警察
警察の管轄区域は以下の通りである。
| 番地 | 警察署     | 交番・駐在所 |
| ---- | ---------- | ------------ |
| 全域 | 掛川警察署 | 掛川駅前交番 |

### 消防
消防の管轄区域は以下の通りである。
| 番地 | 消防署・分署 | 消防団分団 |
| ---- | ------------ | ---------- |
| 全域 | 中央消防署   | 掛川分団   |

### 自衛隊
陸上自衛隊の管轄区域は以下の通りである。
| 番地 | 方面隊     | 師団・旅団 | 部隊               |
| ---- | ---------- | ---------- | ------------------ |
| 全域 | 東部方面隊 | 第一師団   | 第三十四普通科連隊 |

### 註釈
1. ↑  静岡県掛川市のうち旧掛川市においては、自治区ごとに小・中学校の学区が定められている[13]。